# Centro de Convenciones Gallagher
El Centro de Convenciones Gallagher (en inglés: Gallagher Convention Centre)  es un centro de convenciones en Midrand, Johannesburgo, en Sudáfrica, sede del Parlamento Panafricano.  
El Centro de Convenciones Gallagher acogió la ceremonia de Miss Mundo 2009.